# Luis Alberto Monge
Luis Alberto Monge Álvarez (ur. 29 grudnia 1925 w Alajuela, zm. 29 listopada 2016 w San José) – kostarykański polityk, działacz związków zawodowych, od 1949 deputowany do parlamentu, ambasador państwa w Izraelu (1963-1966), sekretarz generalny Partii Wyzwolenia Narodowego (1967-1972), przewodniczący parlamentu (1970-1974) oraz prezydent Kostaryki od 8 maja 1982 do 8 maja 1986.
Doprowadził do reformy prawa walutowego i ograniczenia inflacji. Ogłosił neutralność kraju wobec rewolucji sandinistowskiej w Nikaragui, mimo że pozwolił CIA na wybudowanie niewielkich lotnisk wzdłuż granicy z tamtym krajem.